# NGC 3118
NGC 3118 је спирална галаксија у сазвежђу Мали лав која се налази на NGC листи објеката дубоког неба.
Деклинација објекта је + 33° 1' 38" а ректасцензија 10h 7m 11,4s. Привидна величина (магнитуда) објекта NGC 3118 износи 13,5 а фотографска магнитуда 14,3. NGC 3118 је још познат и под ознакама UGC 5452, MCG 6-22-74, CGCG 182-75, IRAS 10042+3316, FGC 118A, KUG 1004+332, PGC 29415.